# Yuan Shun
Yuan Shun (chinesisch 袁顺, * 1961 in Shanghai) ist ein chinesischer Künstler. Er arbeitet in den Bereichen Fotografie, Installationen, Videokunst und Performance.

## Leben und Werk
Yuan Shun wurde 1961 in Shanghai geboren. Bereits 1973 hatte er seine erste Ausstellung in Osaka. Von 1979 bis 1983 studierte Yuan Shun traditionelle chinesische Malerei am Fine Art College der Volksbefreiungsarmee in Peking. Dort erhielt er auch eine militärische Ausbildung. Von 1991 bis 1994 lebte Yuan Shun in Polen und zog 1994 nach Berlin. Seit 2005 lebt Yuan in Peking. Er arbeitet in einem Atelier in der Nähe des 798 Kunstareals, zeitweise zusammen mit der in Berlin lebenden deutschen Künstlerin Jutta Bobbe.
Yuan Shun befasst sich hauptsächlich mit den Themen Landschaft, Stadt und Architektur. Dabei fotografiert er Spuren menschlicher Eingriffe und surrealer Elemente oder baut sie in Videoinstallationen ein.

## Einzelausstellungen
- 1991: Yuan Shun: chinska kaligrafia. Museum Dom Eskenóv in Toruń
- 1998 Hauptstadt – Berlin Projekt – ALEXANDER OCHS GALLERIES BERLIN | BEIJING, Berlin
- 2000 Jörg Heitsch Galerie, München
- 2003 lightdark – Kunsthalle Vierseithof, Luckenwalde
- 2004, 2006 Jörg Heitsch Galerie, München
- 2007 Soft Landing – BTAP (Beijing Tokyo Art Projects) – Beijing, Peking[2]
- 2008: Haus der Kultur Waldkraiburg, Papierarbeiten und Fotografien[3]

## Gruppenausstellungen
- 2005 CONVERGENCE at E116°/ N40° 798 Dayaolu Space, Peking
- 2005 CONVERGENCE at E116°/ N40° Platform China Contemporary Art Institute
- 2006 Allstars, Jörg Heitsch Galerie, München
- 2006/07 Verglückt nochmal Galerie Ute Parduhn, Düsseldorf
- 2008: Kroner / Shun / Vogel, Galerie Malkasten, Düsseldorf[4]
- 2008: Teilnahme an der MEDIATIONS BIENNALE (Biennale für zeitgenössische Kunst) Poznań, Polen[5]
- 2009: Kunstraum Kreuzberg/Bethanien, Die Berliner Istanbul Stipendiaten 1998-2009, Berlin[6]
- 2009 Das Orakel von Berlin. Installation im öffentlichen Raum.[7]